# Cosmianthemum
Cosmianthemum es un género de plantas con flores perteneciente a la familia Acanthaceae. El género tiene 15 especies de hierbas, distribuidas por el oeste de Borneo.

## Taxonomía
El género fue descrito por Richard Anthony Salisbury y publicado en Blumea 10: 166. 1960. La especie tipo es: Cosmianthemum magnifolium Bremek. 

## Especies seleccionadas
- Cosmianthemum angustifolium
- Cosmianthemum anomalum
- Cosmianthemum brookeae
- Cosmianthemum bullatum
- Cosmianthemum dido